# هاف يو إيفر نيدد سام وان سو باد
«هاف يو إيفر نيدد سام وان سو باد» (بالإنجليزية: Have You Ever Needed Someone So Bad)‏، هي أغنية لفرقة الهارد روك البريطانية ديف ليبارد من ألبومها من عام 1992، أدرينالايز. في الولايات المتحدة، وصلت الأغنية للمرتبة السابعة على لوائح الروك السائد، والمرتبة 12 على لائحة بيلبورد هوت 100. كان «ذا أكوستيك هيبيز فروم هيل»، المسجل لأغاني الوجه ب، الاسم المستعمل من قبل ديف ليبارد وهوتهاوس فلاورز لغنائهما معاً.

## قائمة الأغاني

### سي دي: بلادجن ريفولا / LEPCD 8 (المملكة المتحدة) / 864 151-2 (دولياً)
1. «هاف يو إيفر نيدد سام وان سو باد»
2. «فروم ذا إنسايد» (ذا أكوستيك هيبيز فروم هيل)
3. «يو كانت أولويز غيت وات يو وانت» (مقلدة من الرولينج ستونز) (ذا أكوستيك هيبيز فروم هيل)
4. «ليتل وينغ» (مقلدة من جيمي هندريكس) (ذا أكوستيك هيبيز فروم هيل)

### 12": بلادجن ريفولا / LEPXP 8 (المملكة المتحدة) / 864 149-1 (دولياً) / قرص الصور
يحتوي قرص الصور للأغنية المنفردة 12«رسم أدرينالايز ممدوداً على الغلاف. في ظهر القرص، توجد صورة لفيفيان كامبل. يحتوي الكرتون الخلفي على معلومات الأغنية المنفردة 12» وصورة للفرقة. الصور من التقاط روس هالفين، والعمل الفني والتصميم لأندي إيرفيكس في ساتوري.
1. «هاف يو إيفر نيدد سام وان سو باد»
2. «فروم ذا إنسايد» (ذا أكوستيك هيبيز فروم هيل)
3. «يو كانت أولويز غيت وات يو وانت» (ذا أكوستيك هيبيز فروم هيل)

## اللوائح

### أعلى المراكز
| اللائحة (1992-1994)                              | أعلى مركز |
| ------------------------------------------------ | --------- |
| إسبانيا (لوس 40)                                 | 1         |
| بيلبورد هوت أغاني الروك السائد الساخنة الأمريكية | 7         |
| بيلبورد هوت 100                                  | 12        |

| لائحة نهاية العام (1992) | المركز |
| ------------------------ | ------ |
| بيلبورد هوت 100          | 86     |